# Nordreisa
Gmina Nordreisa (norw. Nordreisa kommune) – norweska gmina leżąca w regionie Troms. Jej siedzibą jest miasto Storslett.
Nordreisa jest 9. norweską gminą pod względem powierzchni.

## Demografia
Według danych z roku 2005 gminę zamieszkuje 4744 osób. Gęstość zaludnienia wynosi 1,38 os./km². Pod względem zaludnienia Nordeisa zajmuje 200. miejsce wśród norweskich gmin.
| ludność stan na 1 stycznia 2005 |         |           |       |
|                                 | kobiety | mężczyźni | razem |
| osób                            | 2424    | 2320      | 4744  |
| %                               | 51,1%   | 48,9%     | 100%  |

| wykształcenie stan na 1 października 2004 |        |         |        |        |
|                                           | podst. | średnie | wyższe | niezn. |
| osób                                      | 958    | 2118    | 627    | 82     |
| %                                         | 25,31% | 55,96%  | 16,57% | 2,17%  |

## Edukacja
Według danych z 1 października 2004:
- liczba szkół podstawowych (norw. grunnskolar'): 8
- liczba uczniów szkół podst.: 651

## Władze gminy
Według danych na rok 2011 administratorem gminy (norw. rådmann) jest Kjetil Hallen, natomiast burmistrzem (norw. ordfører, d. borgermester) jest John Roald Karlsen.